# Kvisjcheti
Kvisjcheti (Georgisch:ქვიშხეთი) is een dorp in Centraal-Georgië met ongeveer 1700 inwoners (2014), gelegen in de gemeente Chasjoeri van de regio Sjida Kartli. Het is gesitueerd op de linkeroever van de rivier Mtkvari op 750 meter boven zeeniveau en aan de voet van het Lichigebergte. Aan de overzijde van de Mtkvari ligt het Trialetigebergte. Het dorp ligt ongeveer zeven kilometer ten westen van het gemeentelijk centrum Chasjoeri en ruim honderd kilometer ten westen van Tbilisi.

## Geschiedenis
Kvisjcheti wordt in de 13e eeuw voor het eerst in historische documenten genoemd. In 1260 vond in het gebied tussen Kvisjcheti en Achaldaba een grote veldslag plaats tussen troepen van de Sargi Dzjakeli, een prins die David VII diende, en het Mongoolse Il-kanaat. In 1289 zouden edelen van Oost-Georgië hier een ontmoeting gehad hebben met koning David VI Narin en zijn zoon die uit Koetaisi kwamen. 
Kvisjcheti lag historisch op een belangrijke splitsing van wegen vanuit Sjida Kartli naar het zuiden en westen van Georgië. Het dorp was vanaf 1711 eigendom van Vachoesjti Abasjidze, een prominente Georgische edele in de politiek van het koninkrijk Kartlië. In het midden van de achttiende eeuw werd Kvisjcheti verschillende keren overvallen door stammen uit Dagestan.

## Bestuurlijke indeling
Kvisjcheti is het centrum van de gelijknamige dorpsgemeenschap (თემი, temi), dat nog 10 nabijgelegen dorpen omvat.

## Demografie
Volgens de volkstelling van 2014 had Kvisjcheti 1.699 inwoners. Het dorp is op enkele tientallen inwoners na mono-etnisch Georgisch (97,0%). Het opvallende hieraan is dat er tijdens de volkstelling 43 Chinezen (2,5%) in het dorp woonden, vanwege de bouw van een lange spoortunnel.
| Aantal                                                 | 1.280 |  | 2.209 | 1.699 |
| Verantwoording data: 1923, volkstellingen 2002 en 2014 |       |  |       |       |

## Vervoer
Langs het dorp passeren belangrijke nationale transportcorridors: de spoorlijnen Tbilisi - Poti / Batoemi en Chasjoeri - Bordzjomi lopen ten noorden en zuiden langs het dorp. Beiden hebben een halte bij Kvisjcheti: 'Lichi' en 'Kvisjcheti'. De 'route van internationaal belang' S8 Chasjoeri - Bordzjomi - Achaltsiche - Vale (Turkse grens) passeert Kvisjcheti langs de oever van de Mtkvari.